# Euxoa vilsoni
Euxoa vilsoni là một loài bướm đêm trong họ Noctuidae.